# Vasilij Blücher
Vasilij Konstaninovitj Blücher (ryska: Васи́лий Константи́нович Блю́хер, Vasilij Konstaninovitj Bljucher), även känd som Galen (efter fruns namn, Galina), född 1 december 1889 i Barsjtjinka i guvernementet Jaroslav, död 9 november 1938 i Moskva, var en sovjetisk militär som 1935 utnämndes till marskalk av Sovjetunionen.
Blücher föddes i en rysk bondefamilj i byn Barsjtjinka i guvernementet Jaroslav. Trots sitt tyska efternamn var han inte av tysk härkomst utan hans familj fick namnet på 1800-talet av en godsägare efter den kände preussiske marskalken Gebhard Leberecht von Blücher. 
Han utmärkte sig i ryska inbördeskriget i striderna mot Aleksandr Koltjaks och Pjotr Wrangels vita styrkor. Mellan 1924 och 1927 tjänstgjorde han som stabschef och rådgivare åt Chiang Kai-shek vid Militärhögskolan i Whampoa. Efter Chiang Kai-sheks brytning med Sovjetunionen och utrensning av de kinesiska kommunisterna i den Norra expeditionen tillät Chiang Blücher att undkomma Kina.
1929 utsågs han till befälhavare för de sovjetiska styrkorna i Fjärran Östern. Han föll offer för Stalins utrensningar 1936-38, men rehabiliterades postumt 1956.